# Columbina cyanopis
La columbina ojiazul o tortolita amarillenta (Columbina cyanopis), es una especie de ave columbiforme de la familia de las colúmbidas (Columbidae) endémica de Brasil.

## Distribución y hábitat

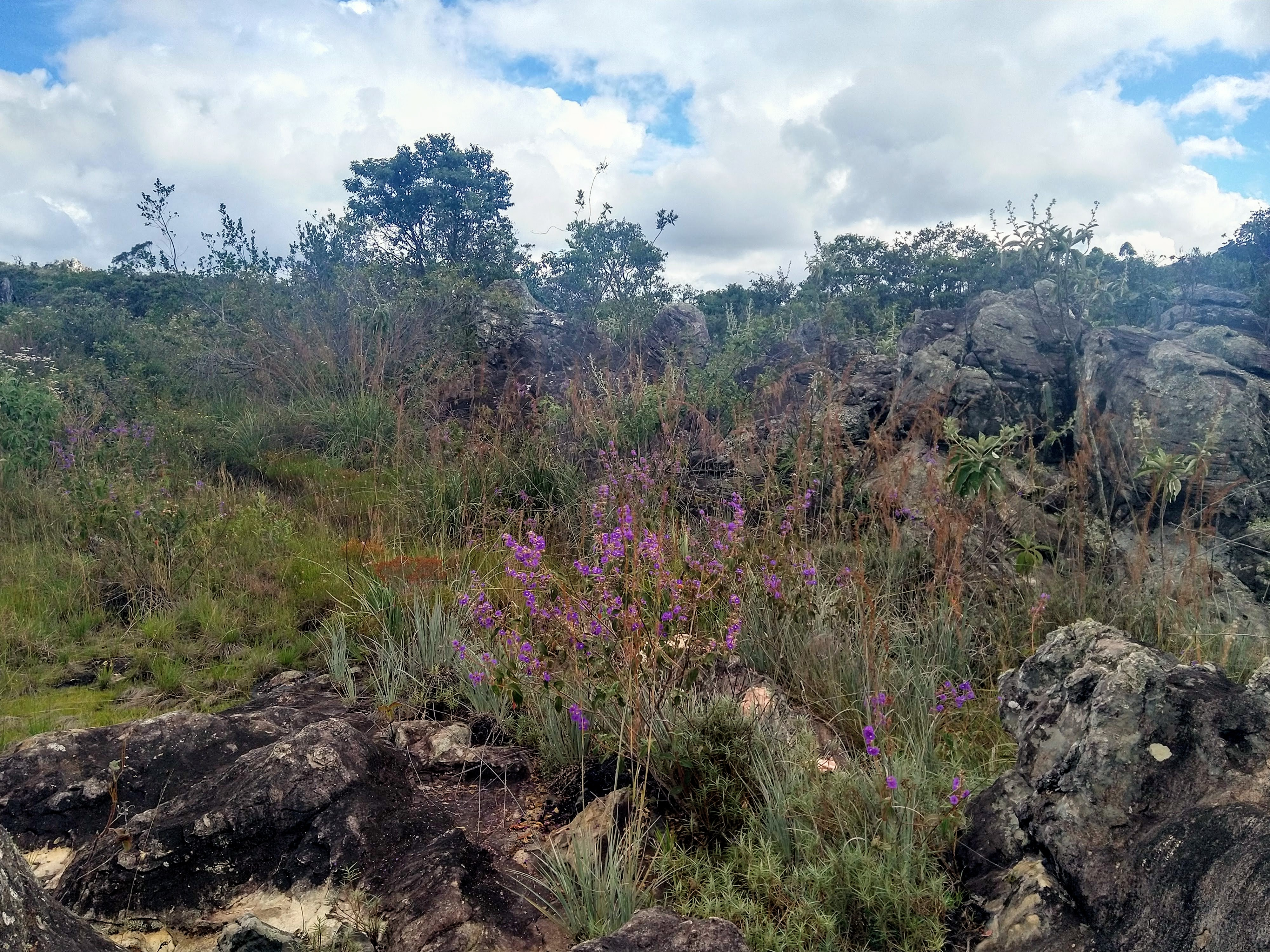
Hábitat de la especie en Botumirim, Minas Gerais

Es originaria de la ecorregión del Cerrado en Brasil. Su hábitat natural son los pastizales secos de tierras bajas.

## Estado de conservación
Está considerada en peligro crítico de extinción por la IUCN debido a pérdida de hábitat. No era registrada en la naturaleza desde el año 1941 y era conocida por apenas cinco especímenes colectados en aquel año y depositados en museos. Hasta que en junio de 2015, fue redescubierto un grupo de 12 individuos en región de cerrado en el estado de Minas Gerais. El grupo fue fotografiado, filmado y grabado por un grupo de investigadores. A partir del redescubrimiento se pretenden tomar acciones de preservación de la región.